# Masaaki Ideguchi
Masaaki Ideguchi (井手口 正昭 Ideguchi Masaaki?), född 10 augusti 1988 i Fukuoka prefektur, är en japansk fotbollsspelare.
Ideguchi började sin karriär 2011 i Yokohama FC. Han spelade 22 ligamatcher för klubben.